# Isabella Swan
Isabella "Bella" Marie Cullen (pigenavn Swan) er en fiktiv person og hovedperson i Twilight-sagaen, skrevet af Stephenie Meyer. Hun bliver forelsket i Edward Cullen, som er vampyr.
Bøgerne i serien fortælles fra Bellas synspunkt, med undtagelse af epilogen i Eclipse og del 2 i Breaking Dawn, som fortælles fra Jacob Black's synspunkt.
Den 17. november 2008 havde Twilight (Tusmørke) film premiere i Los Angeles, USA, og i resten af USA den 21. november. I Danmark havde Twilight premiere den 6. februar 2009.

Bella bliver spillet af den amerikanske skuespiller Kristen Stewart.

## Karistika
- Fulde navn: Isabella Marie Swan. Hendes mellemnavn er hendes mormors navn.
- Fødselsdag: 13. september 1987.
- Blev vampyr d.: 11. september 2006.
- Oprindelse: Forks, Washington
- Hudfarve: Hun er lys, ikke bare lys men utrolig bleg.
- Hårfarve: Mørkebrunt
- Øjenfarve: Oprindelig: Chokoladebrune. Vampyrøjne: Røde (senere gyldne).
- Vampyrevne: Et mentalt skjold, som gør at andre vampyrer ikke kan trænge igennem hendes sind og læse hendes tanker. I Breaking Dawn, efter hun er blevet vampyr, lærer hun, hvordan hun udvider det, så det ikke kun dækker hende selv, men også dem der er i nærheden af hende.

## Baggrundshistorie
Bella blev født i Forks, men hendes forældre blev skilt da hun var lille. Da Isabellas forældre blev skilt, flyttede hun med sin mor til først Riverside i Californien, for så senere at flytte til Phoenix, Arizona, stadig sammen med sin mor. Bella besøgte indtil 2002 hver sommer sin far i en måned, indtil hun blev gammel nok og insisterede på at Charlie (hendes far) i stedet for skulle møde hende i Californien.

Da hendes mor giftede sig igen, besluttede Bella i 2005 at flytte hjem til sin far i Forks, Washington. Hun starter på gymnasiet i Forks for at færdiggøre hendes skolegang. Her møder hun vampyren Edward, som hun bliver forelsket i.

De bliver senere gift og får en datter ved navn Renesmee Carlie Cullen. Den dag deres datter bliver født, er også den dag Bella bliver vampyr, og som vampyr har hun et mentalt skjold, som gør at andre vampyrer ikke kan læse hendes sind, medmindre hun "flytter det" væk fra sig selv.